# Félix Goethals
Pour les articles homonymes, voir Goethals.
Ne doit pas être confondu avec Félix-Victor Goethals.
Félix Goethals, né le 14 janvier 1891 à Rinxent et mort le 24 septembre 1962 à Capinghem,, est un coureur cycliste français. Il a notamment remporté sept étapes du Tour de France entre 1920 et 1924, avec pour meilleur classement final une neuvième place en 1920.

## Palmarès
- 1911
  - Championnat du Pas-de-Calais indépendants
- 1912
  - Circuit minier et métallurgique du Nord
  - Championnat du Nord indépendants
  - Tour d'Avion
  - Grand Prix Automoto-Persan
  - Paris-Wimereux
  - Grand Prix Griffon
  - Lille-Calais
- 1913
  - Circuit de Champagne
  - Paris-Calais
  - Paris-Cambrai
  - Grand Prix Peugeot
  - Circuit minier et métallurgique du Nord
  - Grand Prix de Boulogne
  - Dunkerque-Calais
  - Lille-Calais
  - 3e de Paris-Dieppe
- 1914
  - Circuit Calaisis
  - 2e de Roubaix-Lens-Béthune-Roubaix
- 1919
  - 3e de Paris-Dijon
  - 3e du Circuit du Morvan
- 1920
  - 14e étape du Tour de France
  - 9e du Tour de France
  - 9e de Paris-Roubaix
- 1921
  - Paris-Bourganeuf
  - 11e, 14e et 15e étapes du Tour de France
  - 3e de Tourcoing-Dunkerque-Tourcoing
  - 3e de Paris-Nancy
  - 8e de Paris-Roubaix
  - 10e du Tour de France
- 1923
  - 14e et 15e étapes du Tour de France
  - 2e de Paris-Cambrai
  - 2e de Paris-Calais
- 1924
  - 4e étape du Tour de France
  - 3e du Circuit minier et métallurgique du Nord
- 1925
  - Paris-Calais
  - 3e de Paris-Valenciennes

## Résultats sur le Tour de France
6 participations 
- 1919 : abandon (10e étape)
- 1920 : 9e, vainqueur de la 14e étape
- 1921 : 10e, vainqueur des 11e, 14e et 15e étapes
- 1922 : non-partant (6e étape)
- 1923 : 13e, vainqueur des 14e et 15e étapes
- 1924 : 25e, vainqueur de la 4e étape